# Associação Guarapuava de Futsal Feminino
Associação Guarapuavana de Futsal Feminino é uma equipe de futsal da cidade de Guarapuava no estado do Paraná.
Em 2014, disputou o Campeonato Paranaense de Futsal Feminino, realiza seus Jogos no Ginásio Joaquim Prestes.